# 쓰다촌 (시마네현)
쓰다촌(津田村)은 일본 시마네현 야쓰카군에 있던 촌이다. 현재의 마쓰에시의 일부에 해당한다.

## 역사
- 1889년 4월 1일 - 정촌제 시행에 의해 오우군 쓰다촌이 성립하였다.
- 1896년 4월 1일 - 군의 통합에 의해 야쓰카군에 소속되었다.
- 1934년 12월 1일 - 마쓰에시에 편입해 폐지되었다.

## 교통

### 철도
- 철도성
  - 산인본선

## 참고문헌
- 角川日本地名大辞典 32 島根県
- 『市町村名変遷辞典』東京堂出版、1990年。